# Hofanlage Vörreeg 11
Die Hofanlage Vörreeg 11 in Berne-Pfahlhausen stammt aus dem 19. Jahrhundert.
Aktuell (2023) wird sie wohl landwirtschaftlich genutzt.
Die Gebäude stehen unter Denkmalschutz (siehe auch Liste der Baudenkmale in Berne).

## Beschreibung
Die baumumstandene Hofanlage besteht aus:
- dem eingeschossigen giebelständigen Wohn- und Wirtschaftsgebäude aus der Mitte des 19. Jahrhunderts als Zweiständer-Hallenhaus in Fachwerk mit Steinausfachungen, mit reetgedecktem Krüppelwalmdach, Niedersachsengiebel und Groote Door,[2]
  - dem östlichen traufseitigen Stallanbau in Fachwerk mit Satteldach,
- der verbohlten Fachwerkscheune aus der Mitte des 19. Jahrhunderts in Ankerbalkenkonstruktion mit Walmdach und Querdurchfahrt[3]
- sowie weiteren nicht denkmalgeschützten Nebenanlagen.

Das Landesdenkmalamt befand: „… geschichtliche Bedeutung … als beispielhafte Hofanlage aus der Mitte des 19. Jhs. … .“